# بريت ويستبورن
بريت ويستبورن (بالإنجليزية: Britt Westbourne)‏ هي شخصية خيالية من مسلسل الدراما التلفزيونية طويل الأمد المستشفى العام على قسم البرامج النهارية لإيه بي سي. قُدّمت من قبل المنتج التنفيذي فرانك فالنتيني في 19  سبتمبر عام 2012، بصفتها حبيية دكتور باتريك دريك المتلاعبة .
تُعرف بريت بتصرفاتها «الخبيثة»، فصُورت على أنها المرأة «الشريرة». أصبح مصطلح «بريتش» (المزيج من بريت وبيتش «السافلة») شائعًا على نطاق واسع عند الإشارة إلى الشخصية، سواء في سيناريو المسلسل أو وسائل التواصل الاجتماعي. اعتُبر الدور في البداية بلا جدوى وقصير الأمد. وعلى أي حال، نال تطور قصة بريت -الذي كشف أنها ابنة لوالدين مفرطي الشر سيزار فايسون والدكتورة ليزل أوبريشت- ونالت تايبو الاستحسان لجعلها بذاءة الشخصية قابلة للتصديق، ودُعيت على موقع دي تايم كونفيدينشال بـ «الطبيعية». وفي حين الاستمتاع بالجوانب «الكريهة» عند بريت، كانت تايبو مسرورةً لتصوير تركيبات الشخصية.

## تطور الشخصية

### التصوير والعائلة
أدت شخصية بريت غير الصادقة والمتلاعبة إلى تلقيبها بـ«بريتش» أو «د.بريتش» في حوار المسلسل أو وسائل التواصل. صرّحت تبيو: «أحب الذهاب للعمل ولعب دور لا يشبهني. إنه ممتعٌ حقًا». عبرت عن سعادتها بتمثيل شخصية «سيئة». ورغم حقيقة أنها «تحب لعب امرأة شريرة» صرحت: «أود حقًا لشخصيتي أن تقع في الحب، وتحظى بالرومنسية»، أريد لبريت أن «تُنقذ نفسها». وتمنت تايبو أيضًا من المشاهدين الانجذاب للشخصية وفهمها أكثر.  صورها رئيس الكتّاب رون كارليفاتي بريت خلال مقابلة مع مجلة سوب أوبرا دايجيست كـ«امرأة شريرة»، بينما يشير إليها أون إير اون سوبس كـ«بريتش الشريرة». وصفها لوك كير على الموقع الترفيهي زاب تو إت (zap2it) بـ«بريتشتاستيك»، وفيما اعترف أيضًا بـ«جانبها الإنساني».
«كان لعب شخصية بريت وقتًا جيدًا. لا تستطيع كممثل الحكم على شخصيتك، ولكنه سهل جدًا أن تقوم بهذا. كنت في بعض الأوقات أمسك نفسي من قول {لا أستطيع أن افهم لم باتريك يود البقاء معي! أنا شخص بغيض ولكنها ممتعة جدًا. أنا محظوظة للغاية للعبي شخصية ممتعة ومركبة ومعبرة للغاية» -تايبو، حول لعبها شخصية بريت (2013).
يُعزى سلوك بريت «العدواني» إلى «والدتها المتلاعبة ووالدها المريض نفسيًا»، كونها ابنة سيزار فايسون (أندرس هوف) والدكتورة ليزل أوبريشت (كاثلين غاتي): اللذين كانا متورطين بخطف والموت المفترض لروبين سكوربيو (كيمبيرلي ميكولّو). على الرغم من إظهار والدة بريت الدكتورة أوبريشت، صرحت تايبو «مؤخرًا، ظهرت والدتي وهو شيء كنت أنتظره منذ أن وقعت العقد ]....[ أردت أن يرى المشاهدون شيئًا مختلفًا عن هذا النوع من الشخص الخبيث، واللئيم، والأناني، والماكر وأنا سعيدة للغاية لإظهار هذه التركيبات ببطء». خلال إحدى الحلقات في المسلسل، ينتهي المطاف ببريت بائتمانها لإحدى أعدائها (صديق صابرينا المفضلة) فيليكس دوبوا (مارك أنتوني صامويل)، من خلال إخبارها أنها شخص حنون رغم حصولها على «شخصية غير محبوبة» بسبب «والديها مفرطي الشر»، بعد أن ناداها بـ«بريتش» بوججها. لم تكن تايبو «تريد هذه التركيبة الوحيدة لدورها بكونها قاسية وسافلة» وانسرت عند تفسير القصة الماضية للشخصية «افتقارها إلى الحب، والتعاطف من الآخرين، ونوع من عدم معرفتها كيفية التعامل والتفاعل مع الناس». فلاحظت أنه «لا يوجد شخص سافل وحسب. يوجد دائمًا سبب وراء هذا». عند خروج الشخصية في ديسمبر عام 2014، كتبت أون إير اون سوبز، «كانت بريت فعلًا فتاة سيئة، انتهى المطاف بها بطابع إنساني فقط على طول الطريق».

### علاقاتها ومخخطاتها
تآمر بريت وليزل لضمان حصول علاقة بين بريت وزوج روبن الدكتور باتريك دريك (جايسون تومسون)، إلا أن حياتهم الرومنسية القصيرة انتهت وبدأ هو بمواعدة صابرينا سانتياغو (تيريزا كاستيلو)، والتي هي خصم لدود لبريت. عند كرة الممرضات عام 2013، أظهرت أنها حامل بطفل باتريك، وبدأت محاولاتها لتفصل باتريك عن صابرينا. وبالحديث عن العلاقة القصيرة بين باتريك وبريت، أخبر جايسون تومبسون تي في باز: «أعتقد أن باتريك وبريت يمتلكون بعض الدقائق الحقيقية في البداية ولم ير هو كل الأشياء التي فعلتها. أنا لست مقتنعًا هو يعرف أنها ماكرة كما قال الجميع أنها كذلك». وبالحديث عن اتجاه شخصيتها، تمننت تايبو عودة روبن لكي يستطيعوا القيام بـ«مواجهة كاملة» «ستهز الأشياء بشكل لا يصدق». وبالإضافة إلى ذلك، تمنت لعلاقة بريت مع نيكولاس كاساداين (تايلر كريستوفر) أن «تنمو بحميمية أكثر». كانت تايبو من معجبي كريستوفر وقالت أنها أُصيب بـ«رهبة المشاهير» عندما التقته أول مرة. شعرت أن علاقة الصداقة بين نيكولاس وبريت «خاصةً جدًا»، بقولها: «إنه من غير المعقول كيف يستمر هذا الشخص بتجاهل عيوبها وأخطائها، بينما يريد الجميع البقاء بعيدين عنها. لكن نيكولاس يستمر بالبقاء هنالك من أجلها، فلم يفعل ذلك أحد من قبل».
تنتقل بريت لاحقًا للعيش مع نيكولاس وعندما تذهب للولادة، وتوصل صابرينا طفلها (بعدما كُشف ان باتريك ليس هو والد الطفل). وتلد طفلًا، هو بن. وصفت تايبو المشهد عند اعتراف بريت بأن باتريك ليس هو والد طفلها بـ «المليء بالقلق والمليء بالمشاعر». طورت بريت لاحقًا علاقة رومنسية مع نيكولاس وخُطبا. في حفلة خطوبتهما، كشفت إليزابيث ويبر (ريبيكا هيربست)، وهي غريمة أخرى لبريت، من هما والدا بن الحقيقيين: لولو سبينسر (إيمي ريلان) ودانتي فالكونيري (دومينيك زامبروغنا): إذ سرقت بريت جنينها. ينفصل نيكولاس عن بريت. ويعيد الثنائي إشعال رومنسيتهما بعدما تُبين بريت «أسلوب دعم قوي» لنيكولاس عند فقدانه ابنه سبينسر (نيكولاس بيتشل). وعلى أي حال، تعترف بريت له أنها لعبت دورًا في اختفاء سبينسر لكي تستعيده وينفصلا مجددًا. يرفع نيكولاس قضية على بريت فتهرب إلى المدينة. يشرح رئيس الكتاب: «لقد كان هذا محزنًا، ولكن لدينا قصة رُكّبت بطريقة توجب انفجار حياة بريت في حال اكتشف نيكولاس خداعها الأخير. ولذلك، كان لدينا باب الهروب هذا أصًلا عندما قررت كيللي عدم توقيعها عقد جديد». وبالحديث عن الرابط القريب لبريت بسبينسر، قال كارليفاتي أن هذه العلاقة «هي خسارة، ولكنها تتيح لنا إدارة نيكولاس في اتجاه جديد». تملك بريت أيضًا علاقة صداقة مع برد كوبّر (بيري شين) الذي لعب دورًا سابقًا في مكيدتها للطفل. دعا كارليفاتي هذا بـ«العلاقة غير المتوقعة» التي «يتجاوب معها المشاهدين جدًا»، بإشارته إلى «بدأت هنا الشخصيتين كمخططين يستخدمان بعضهما البعض نوعًا ما، فبنيت علاقة صداقة حقيقية».

## قصتها
تظهر الدكتورة بريت ويستبورن أول مرة في المستشفى العام، إذ تنجذب لزميلها الدكتور باتريك دريك (جايسون تومبسون)، الذي ما زال حزين على وفاة زوجته روبين سكوربيو (كيمبيرلي ميكللو). وتصمم على بدء علاقة جدية معه بعد عدة مواعيد غرامية، وتعيّن الممرضة صابرينا سنتياغو (تيريزا كاستيلو) لتعتني بابنته إيما دريك (بروكلين راي سيلزر). تلاحظ بريت انجذاب صابرينا لباتريك، ولكن في البداية لم تنظر إليها على أنها تهديد. يطور باتريك وصابرينا مشاعر اتجاه بعضهما البعض، والتي تقوى عندما يهجر باتريك بريت بسبب بذاءتها ومناداتها لابنته بأسماء. تحاول بريت بشكلٍ مناورٍ تدمير عمل صابرينا كممرضة من خلال ابتزاز أحد أبويها، وهي ماكس جونز (كريستين ستورمز)، لتدمير صابرينا. تفشل جهودها عندما يهدد والد صابرينا فريسكو جونزو (داك واغنر) بريت، فيحرر ماكس من ابتزاز بريت. تدبر بريت لاحقًا لصابرينا مكيدة بإظهارها تغش باختبار تمريض، ولكنها تُكشف وتتخرج صابرينا كممرضة. ينتهي المطاف ببريت بحصولها على مساعدة من والدتها الدكتورة ليزل أوبريشت (كاثلين غاتي)، والتي هي أكثر إصرارًا لتكون بريت مع باتريك، فتهدد ابنتها بقتلها في حال لم تحسن أساليبها.